# Kai Normann Andersen
Kai Normann Andersen, född 11 april 1900 i Köpenhamn, död 24 juni 1967 i Frederiksberg, var en dansk kompositör och pianist. 
Kai Normann Andersens yngre bror Fritiof Normann Andersen var OS-deltagare och dansk mästare i längdhopp 1920.

## Kända melodier i urval
- "Stemningsmelodi"
- "Pige træd varsomt"
- "Lille du"
- "Glemmer du"
- "Den allersidste dans"
- "I dit korte liv"
- "Der var engang"
- "Musens sang"
- "Du gamle måne"
- "Titte til hinanden"
- "Jeg har elsket dig så længe jeg kan mindes"
- "Hot hot"
- "At elske er at leve"
- "Gå med i lunden"
- "Kammerat vær en mand"
- "Åh hvor jeg ih hvor jeg uh hvor jeg vil"
- "Der er tusind sange"
- "God morgen god morgen"
- "Jeg har en ven"
- "Man blir så glad når solen skinner"
- "Hele verden nynner"
- "Man binder os på mund og hånd"
- "Jeg gir mit humør en gang lak"
- "Jeg ku bli noget så 1-2-3"
- "Alle går rundt og forelsker sig"
- "Flyv min hest"
- "Gå ud og gå en tur"
- "De små små smil"
- "Jeg er på vej"
- "Den gamle skærslippers forårssang"
- "Så sødt som i gamle dage"
- "Filmstrimler"
- "Drømmeland"

## Filmmusik i urval
- 1970 – Den magiska cirkeln
- 1962 – Den kära familjen
- 1951 – Kvinnan bakom allt
- 1948 – Hjältar mot sin vilja
- 1946 – Bröder emellan
- 1945 – Trötte Teodor
- 1941 – Alla gå kring och förälska sig
- 1940 – En flicka hela da'n
- 1939 – Rosor varje kväll
- 1938 – Milly, Maria och jag
- 1935 – Äventyr i pyjamas
- 1934 – Nøddebo Præstegård
- 1932 – Lalla vinner!
- 1931 – Hotell Paradisets hemlighet